# چندزنی در اسلام

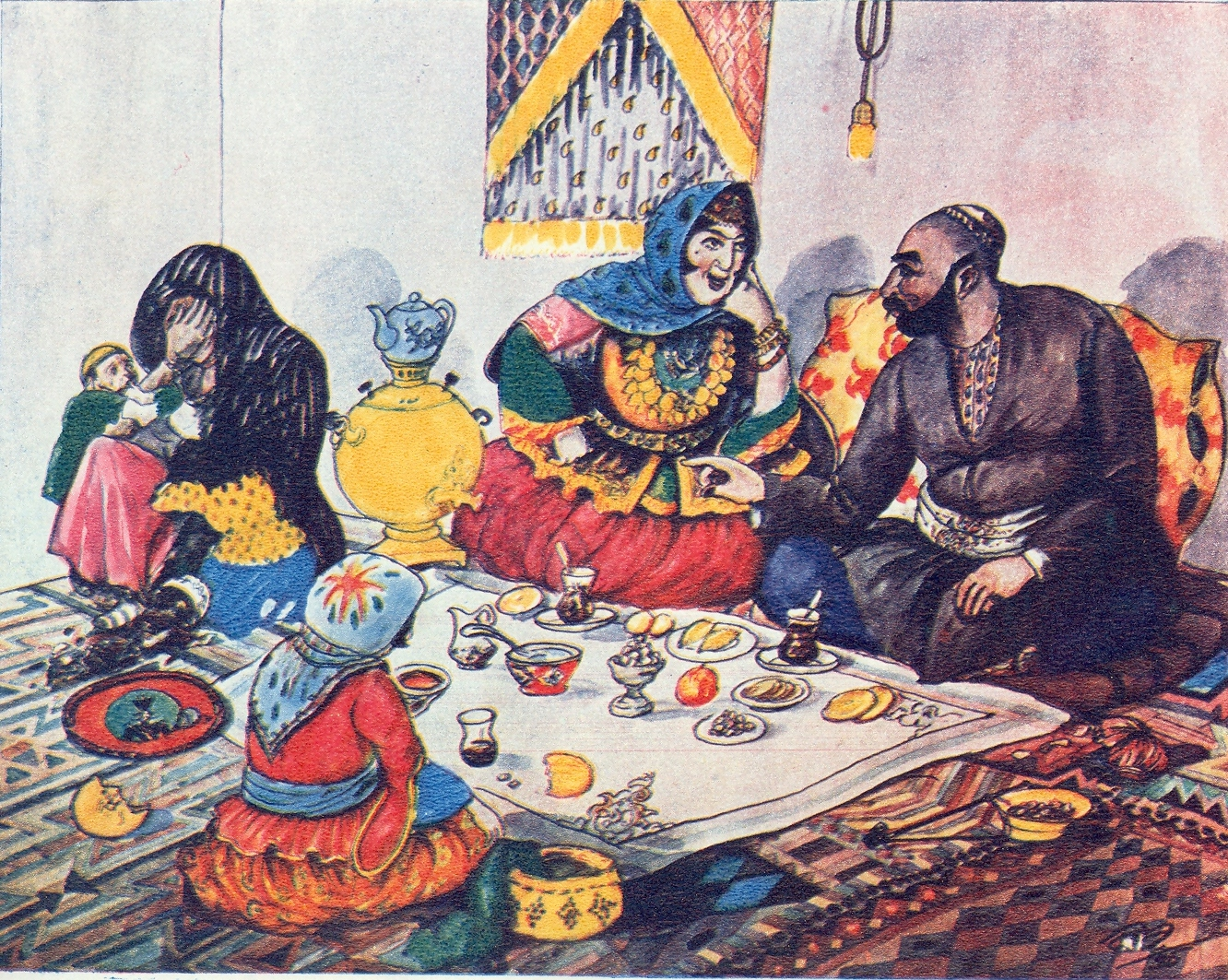
نقاشی عظیم عظیم‌زاده در انتقاد از چندزنی در جوامع مسلمان، ۱۹۳۵.

چندزنی در اسلام پدیده‌ای است که تحت حقوق زناشویی اسلامی، مردان مسلمان اجازه دارند چند زن داشته باشند. به عبارت دقیق‌تر می‌توانند در یک زمان، بیش از یک زن داشته و مجموعاً تا چهار زن عقدی داشته باشند و در همین حال زنان صیغه‌ای هم داشته باشند. در مقابل، چندشوهری در اسلام مجاز نیست.
چندزنی برای مسلمانان، در عمل و در قانون، تا حد زیادی در سرزمین‌های اسلامی متفاوت است. در برخی از کشورهای مسلمان، چندزنی نسبتاً شایع است در حالی که در برخی دیگر نادر یا غیرموجود است. برای مثال آذربایجان، تونس و ترکیه کشورهایی با ساکنان عمدتاً مسلمان هستند که قوانین اسلامی را برای مقررات زناشویی به کار نگرفته‌اند و در آن کشورها چندزنی غیرقانونی است. کشورهایی مانند لیبی، مراکش و ایران اخذ رضایت همسر اول را برای ازدواج مجدد مرد ضروری اعلام کرده‌اند.

## پایه‌های چندزنی در قرآن
آیه‌ای که اغلب در موضوع چندزنی به آن اشاره می‌شود، آیهٔ ۳ سورهٔ نساء است. 
 وَإِنْ خِفْتُمْ أَلَّا تُقْسِطُوا فِی الْیَتَامَیٰ فَانکِحُوا مَا طَابَ لَکُم مِّنَ النِّسَاءِ مَثْنَیٰ وَثُلَاثَ وَرُبَاعَ فَإِنْ خِفْتُمْ أَلَّا تَعْدِلُوا فَوَاحِدَةً أَوْ مَا مَلَکَتْ أَیْمَانُکُمْ ذٰلِکَ أَدْنَیٰ أَلَّا تَعُولُوا
و اگر در اجرای عدالت میان دختران یتیم بیمناکید، هر چه از زنان [دیگر] که شما را پسند افتاد، دو دو، سه سه، چهار چهار، به زنی گیرید. پس اگر بیم دارید که به عدالت رفتار نکنید، به یک زن که ایمان و احساسش را مالک شده‌اید [اکتفاء کنید]. این [خودداری] نزدیکتر است تا به ستم گرایید [و بیهوده عیال‌وار گردید].— قرآن، سوره ۴ (النساء)، آیه ۳
در نگاه اول، با توجه به نیت شخص، این را می‌توان به شکل‌های مختلفی تفسیر کرد. این آیه پس از جنگ احد که در آن بسیاری از مردان مسلمان کشته شدند و زنان بیوه و کودکان یتیم بسیاری برجای ماندند، نازل شده است و بسیاری استدلال می‌کنند که این آیات «به دلیل نگرانی (اهمیت) الله برای رفاه زنان و یتیم‌هایی بازمانده، بدون شوهران و پدرانی که برای پیامبر و اسلام در حال جنگ کشته شدند. آیه‌ای است در مورد شفقت نسبت به زنان و فرزندان آن‌ها، نه در مورد مردان یا تمایلات جنسی آن‌ها.».

## کشورهایی که چندزنی را ممنوع کرده‌اند
ترکیه نخستین کشور مسلمانی است که به‌طور قانونی چندزنی را در سال ۱۹۲۶ میلادی ممنوع کرد. این تصمیم برپایهٔ دلایل مذهبی نبود، بلکه ممنوعیتی کاملاً سکولار بود. تونس کشور بعدی بود که چندزنی را طی قانونی که در سال ۱۹۵۶ مطرح شد و در سال ۱۹۶۴ دوباره بیان شد ممنوع کرد. برخلاف ترکیه، تونس چندزنی را بر اساس زمینه‌های مذهبی، با استناد به دو دلیل اصلی منع کرد. نخست این که قرآن عمل چندزنی را محدود کرده، بنابراین این عمل را پشتیبانی نمی‌کند و به روشنی برای حذف این رسم در طول زمان در نظر گرفته شده بود. دوم، قرآن خواستار رفتار برابر در قبال تمام زنان در ازدواج چندزنی است که غیرممکن است، پس این عمل غیرقانونی و «غیرشرعی» است. همچنین اسرائیل که ۱۸ درصد از جمعیتش مسلمانند در سال ۱۹۷۸ چندزنی را ممنوع کرد.

## کشورهایی که چندزنی را محدود کرده‌اند
کشورهای زیر عمل چندزنی را محدود کرده‌اند:
- مصر (۱۹۲۰)[۷]
- سودان (۱۹۲۹)
- هند (۱۹۳۹)
- الجزایر
- اردن (۱۹۵۱)
- سوریه (۱۹۵۳)
- مراکش (۱۹۵۸)
- بنگلادش
- عراق (۱۹۵۹)
- ایران (سال ۱۹۶۷، ۱۹۷۵)
- کویت
- لبنان
- جنوب یمن (۱۹۷۴)